# Врбовац (Смедерево)
Врбовац је насељено место града Смедерева у Подунавском округу. Према попису из 2022. има 855 становника (према попису из 2011. било је 1020 становника).
У селу се налази и Црква Светог Пророка Јеремије, сазидана је 1939. године као спомен црква са костурницом у коју су пренети земни остаци ратника 11. пука Шумадијске дивизије I позива, палих у борбама на Врбовачким косама и Церјаку октобра 1915. године, освећена 14. маја од патријарха Гаврила.

## Историја
Врбовац се налази са десне стране ауто-пута Београд Ниш, 15 километра југоисточно од Смедерева. По концепцији насељености припада збијеном типу шумадијског села, куће су груписане по странама брежуљака које раздвајају плиће јаруге. Простор који заузима насеље једним делом припада пиносавској, а другим делом београдској побршини, која постепено прелази у алувијалну раван. У том смислу, са пуно оправданости, може се рећи да је село подељено на горњи и доњи део, познатији као „брђански” и „рупљански” крај.
Врбовац је старије насеље. Не може се тачно утврдити када је ово насеље основано, али се из писаних података види да је постало пре 18.века. За време Аустријске владавине (1718-1739) први пут је споменуто на Лангеровој карти под називом Verbovaz где се каже да је имало 19 кућа. Приказана позиција села Врбовац на Лангеровој карти не одговара положају које заузима данашње насеље. То само говори да је село више пута мењало своју локацију. На основу до сада сачуваних писаних података и степена истражености локације села Врбовац не може се тачно утврдити када је село заузело садашњу позицију, али се може засигурно претпоставити да је на овим просторима постојало и пре Првог српског устанка.
Назив је добило по једној врби испод које је први становнок направио своју колибу и ископао бунар. Приликом пролетњих орања, наилази се на фрагменте керамике, тегуле, новчиће и оружје. Налази керамике по својој структури, начину обраде и печења припадају периоду римске доминације.
Врбовац поседује око 1650 хектара земље, које обрадиве, које под шумама и ливадама. Доминантан правац бављења пољопивредника у селу су ратарство, воћарство и виноградарство.

## Демографија
У насељу Врбовац живи 900 пунолетних становника, а просечна старост становништва износи 41 година (40 код мушкараца и 42 код жена). У насељу има 320 домаћинстава, а просечан број чланова по домаћинству је 4. Ово насеље је углавном насељено Србима (према попису из 2002. године), а у последња три пописа, примећен је пад у броју становника.
|  |

| Демографија | Демографија | Демографија |
| Година      | Становника  | Становника  |
| ----------- | ----------- | ----------- |
| 1948.       | 1.344       |             |
| 1953.       | 1.351       |             |
| 1961.       | 1.416       |             |
| 1971.       | 1.303       |             |
| 1981.       | 1.268       |             |
| 1991.       | 1.220       |             |
| 2011.       | 1.020       |             |
| 2022.       | 855         |             |

| Етнички састав према попису из 2002.‍ | Етнички састав према попису из 2002.‍ | Етнички састав према попису из 2002.‍ | Етнички састав према попису из 2002.‍ | Етнички састав према попису из 2002.‍ |
| ------------------------------------ | ------------------------------------ | ------------------------------------ | ------------------------------------ | ------------------------------------ |
|                                      |                                      |                                      |                                      |                                      |
| Срби                                 | Срби                                 |                                      | 1.095                                | 98,82%                               |
| Хрвати                               | Хрвати                               |                                      | 1                                    | 0,09%                                |
| Румуни                               | Румуни                               |                                      | 1                                    | 0,09%                                |
| Македонци                            | Македонци                            |                                      | 1                                    | 0,09%                                |
| непознато                            | непознато                            |                                      | 7                                    | 0,63%                                |

| Година пописа     | 1948. | 1953. | 1961. | 1971. | 1981. | 1991. | 2002. |
| ----------------- | ----- | ----- | ----- | ----- | ----- | ----- | ----- |
| Број домаћинстава | 271   | 277   | 313   | 323   | 330   | 327   | 330   |

| Број чланова      | 1  | 2  | 3  | 4  | 5  | 6  | 7 | 8 | 9 | 10 и више | Просек |
| ----------------- | -- | -- | -- | -- | -- | -- | - | - | - | --------- | ------ |
| Број домаћинстава | 54 | 71 | 46 | 54 | 42 | 36 | 9 | 5 | 2 | 1         | 4      |

| Пол    | Укупно | Неожењен/Неудата | Ожењен/Удата | Удовац/Удовица | Разведен/Разведена | Непознато |
| ------ | ------ | ---------------- | ------------ | -------------- | ------------------ | --------- |
| Мушки  | 483    | 146              | 275          | 40             | 19                 | 3         |
| Женски | 462    | 76               | 277          | 94             | 14                 | 3         |
| УКУПНО | 945    | 222              | 552          | 134            | 33                 | 6         |

| Пол    | Укупно                    | Пољопривреда, лов и шумарство | Рибарство                            | Вађење руде и камена | Прерађивачка индустрија       |
| ------ | ------------------------- | ----------------------------- | ------------------------------------ | -------------------- | ----------------------------- |
| Мушки  | 237                       | 72                            | 0                                    | 1                    | 77                            |
| Женски | 97                        | 37                            | 0                                    | 0                    | 10                            |
| УКУПНО | 334                       | 109                           | 0                                    | 1                    | 87                            |
| Пол    | Производња и снабдевање   | Грађевинарство                | Трговина                             | Хотели и ресторани   | Саобраћај, складиштење и везе |
| Мушки  | 2                         | 11                            | 15                                   | 3                    | 13                            |
| Женски | 0                         | 2                             | 13                                   | 2                    | 1                             |
| УКУПНО | 2                         | 13                            | 28                                   | 5                    | 14                            |
| Пол    | Финансијско посредовање   | Некретнине                    | Државна управа и одбрана             | Образовање           | Здравствени и социјални рад   |
| Мушки  | 0                         | 5                             | 5                                    | 5                    | 6                             |
| Женски | 1                         | 3                             | 3                                    | 7                    | 7                             |
| УКУПНО | 1                         | 8                             | 8                                    | 12                   | 13                            |
| Пол    | Остале услужне активности | Приватна домаћинства          | Екстериторијалне организације и тела | Непознато            | Непознато                     |
| Мушки  | 1                         | 0                             | 0                                    | 21                   | 21                            |
| Женски | 5                         | 0                             | 0                                    | 6                    | 6                             |
| УКУПНО | 6                         | 0                             | 0                                    | 27                   | 27                            |